# Sarcy
Sarcy – miejscowość i gmina we Francji, w regionie Grand Est, w departamencie Marna.
Według danych z 1990 r. gminę zamieszkiwało 220 osób, a gęstość zaludnienia wynosiła 32 osób/km².